# Seleanska Sloboda, Cernihiv
Seleanska Sloboda (în ucraineană Селянська Слобода) este un sat în comuna Rudka din raionul Cernihiv, regiunea Cernihiv, Ucraina.

## Demografie
Componența lingvistică a localității Seleanska Sloboda
     Ucraineană (95,74%)
     Rusă (2,71%)
Conform recensământului din 2001, majoritatea populației localității Seleanska Sloboda era vorbitoare de ucraineană (95,74%), existând în minoritate și vorbitori de rusă (2,71%) și armeană (1,55%).